# Noble Sissle and Eubie Blake Sing Snappy Songs
Noble Sissle and Eubie Blake Sing Snappy Songs ist ein Musikkurzfilm von 1923.

## Hintergrund
Noble Sissle and James Hubert Blake Sing Snappy Songs (der ursprüngliche Titel lautete Sissle and Blake; der Alternativtitel (Sissle and Blake's) Snappy Songs) gehört zu den frühen Experimenten mit dem neuen Medium Tonfilm, die in den frühen 1920er-Jahren von Lee De Forest und seinem Team produziert wurden, u. a. mit Musikern wie Ben Bernie (Ben Bernie and All the Lads 1925), Eddie Cantor (A Few Moments with Eddie Cantor), Phil Baker und das Vaudeville-Duo Weber and Fields. In dem Musikfilm traten die damals populären Songwriter und Vaudeville-Darsteller Noble Sissle (Gesang) und Eubie Blake (Piano, Gesang) auf. Der Film stellte einen der ersten Auftritte afroamerikanischer Musiker in einem Tonfilm dar und wurde am 15. April 1923 mit weiteren Musikfilmen der DeForest Phonofilm im New Yorker Rivoli Theatre uraufgeführt. 
Noble Sissle und Eubie Blake trugen zunächst Teile der Songs „Sons of Old Black Joe“ (wohl eine Variante des Lieds „Old Black Joe“  von Stephen Foster) und „My Swanee Home“ (Norman J. Vause, Robert Duryea) vor, dann im zweiten Teil „Affectionate Dan“ (Sissle/Blake, eine ihrer damaligen Erkennungsmelodien) und „All God’ Chillun Got Shoes“, einer Variante des Spirituals „All God’s Chillun Got Wings“. Der Film wurde mit dem Phonofilm-System produziert, das Lee DeForest 1920 erfunden hatte.
De Forest drehte den Film mit einer fest installierten Kamera, die auf den Flügel ausgerichtet ist, an dem Eubie Blake im ersten Teil seitlich auf dem Klavierhocker sitzt; Noble Sissle links neben ihm. Im zweiten Teil steht Sissle rechts vor dem Flügel.

## Titelliste
- Sons of Old Black Joe [0:00–1:14]
- My Swanee Home [1:15–2:55]
- Affectionate Dan [2:56–5:24]
- All God’ Chillun Got Shoes [5:25–6:50]